# Reformierte Kirche Grüningen

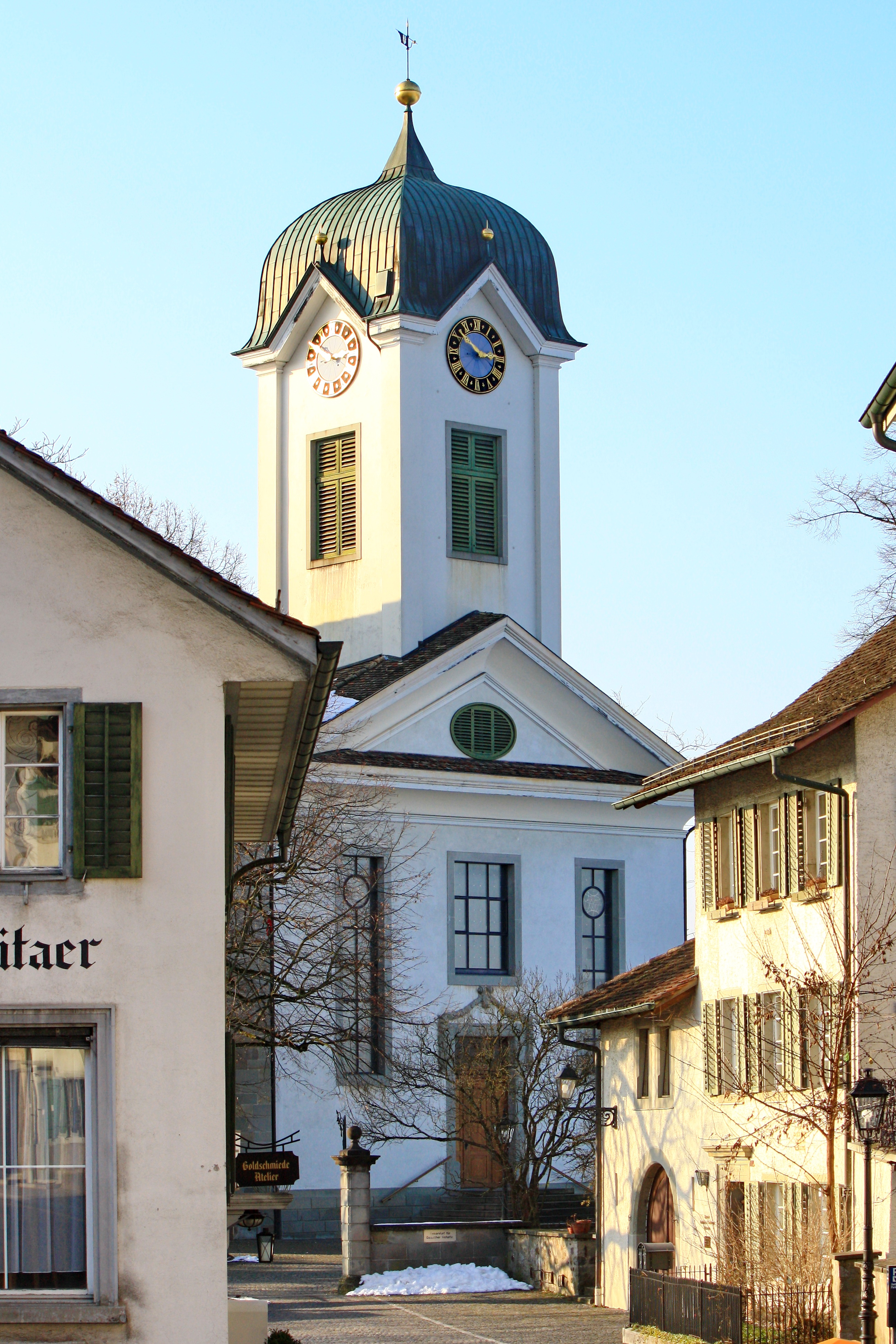
Kirche Grüningen

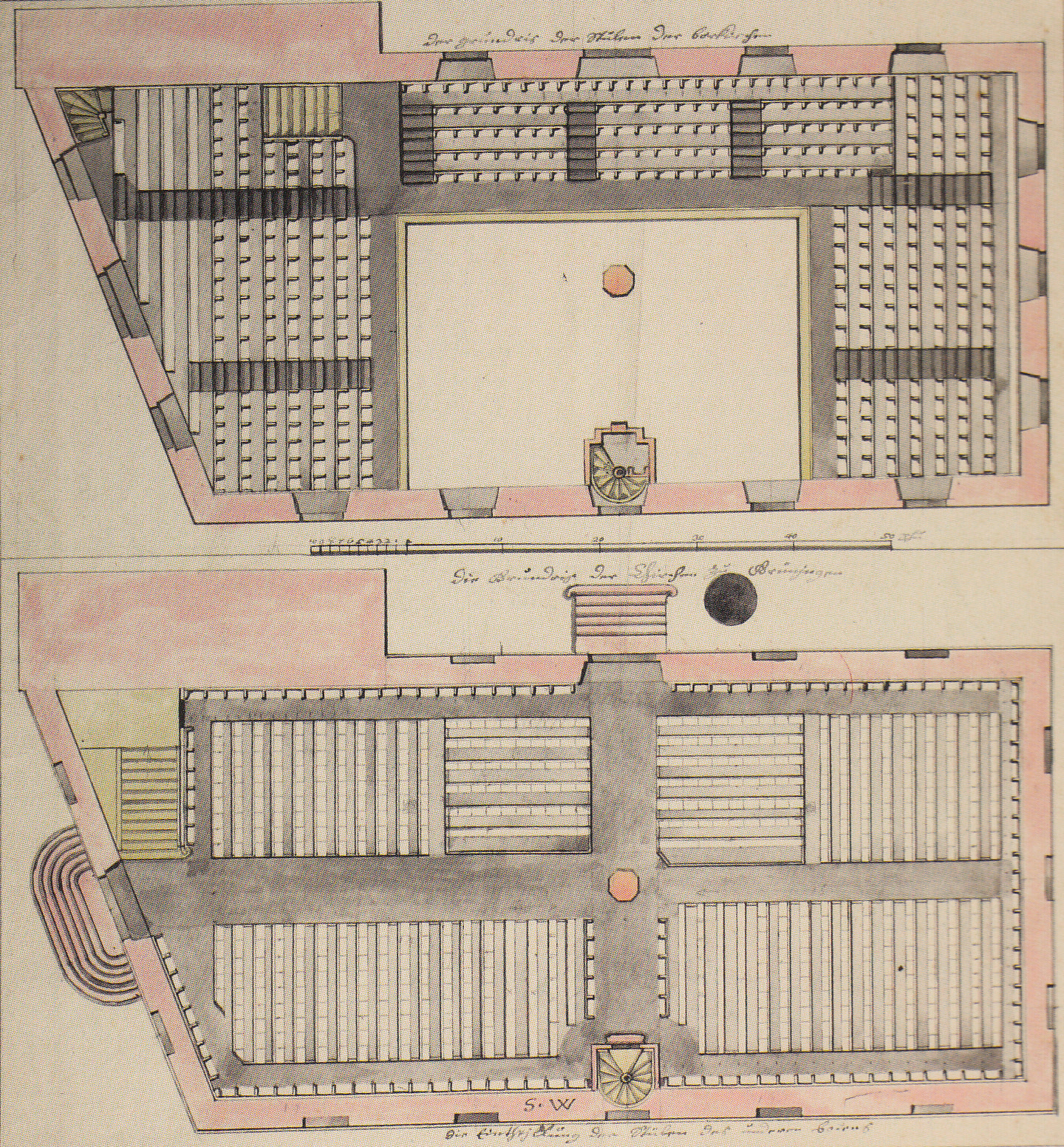
Grundrissplan der Kirche Grüningen, 1781 oder 1782. Ursprünglich verfügte der Kirchenraum über eine U-förmige Empore

Die reformierte Kirche Grüningen ist eine frühklassizistische Querkirche in der Zürcher Landschaft.

## Geschichte und Baugeschichte
Das Schloss Grüningen verfügte seit 1396 über eine eigene Schlosskapelle. Eine eigene Pfarrkirche besass Grüningen bis 1610 nicht, obschon die Ortschaft das Stadtrecht innehatte. Die Stadtleute waren nach Gossau kirchgenössig, bis Grüningen 1610 zur Kirchgemeinde erhoben und die renovierte Schlosskapelle als Pfarrkirche genutzt wurde. 1649 wurde die Kirche erweitert.
1739 wurde aufgrund der markant angestiegenen Bevölkerungszahl ein Neubau erwogen, von dem die Stadtzürcher Obrigkeit aber aus finanziellen Erwägungen absah. 1777 wurde erneut ein Neubauprojekt lanciert. Die Baukommission entschied sich für einen grosszügigen Bau nach dem in der Region Zürich bereits mehrfach realisierten Querraumschema. Der Bau wurde 1782 bis 1783 realisiert. Ihm mussten Teile des mittelalterlichen Schlosses weichen.
Am 20. Oktober 1970 brannte die Kirche bis auf die Grundmauern nieder. Das äussere Erscheinungsbild der Kirche wurde zwischen 1975 und 1977 rekonstruiert, während man den Innenraum verkleinerte und einen zusätzlichen Gemeindesaal unter dem Kirchenraum einzog.

## Baubeschreibung

### Äusseres
Das Gebäude erhebt sich auf der Nordseite der Schlossanlage und weist einen rechteckigen Grundriss mit einer abgeschrägten Seite auf. Die schlichten Fassaden werden durch hohe Rechteckfenster geprägt. Die auf die Stadtseite ausgerichtete Hauptfassade ist durch Rechteckfenster dreiachsig gegliedert und wird durch einen Dreiecksgiebel mit Oculus bekrönt. Über eine Freitreppe gelangt man zum Portal, das mit einer klassizistischen Girlande – dem einzigen markanten Ornament des Aussenbaus – versehen ist. Ein Dachreiter mit schwungvoller Haube überragt das flache Walmdach des Kirchenschiffs. Gian Casty schuf die Glasmalereien der Kirchenfenster.

### Innenraum
Der Innenraum ist auch nach dem eingreifenden Umbau von 1971 bis 1977 noch immer quergerichtet. Anstelle einer Kanzel wurde an der Längsseite ein schlichter Ambo platziert. Den Mittelpunkt der Kirche bildet ein um eine Stufe abgesenktes Quadrat mit zentralem Tisch, der für die Zelebration von Abendmahl und Taufe vorgesehen ist.
1918 erhielt die Kirche eine pneumatische Orgel mit 21 Registern von Carl Theodor Kuhn. Nach dem Brand im Jahr 1970, bei dem auch die Orgel verloren ging, und der Wiedererrichtung der Kirche in den folgenden Jahren wurde 1977 ein neues mechanisches Instrument ebenfalls von Orgelbau Kuhn gebaut, das einen Umfang von 20 Registern auf drei Manualen und Pedal hat. Die Orgel steht nicht auf einer Empore, sondern zu ebener Erde im Kirchenraum.

### Glocken
Im hohen, etwas leicht schräg gebauten Kirchturm läuten fünf Kirchenglocken aus der Glockengiesserei H. Rüetschi in Aarau. Sie ersetzen das alte dreistimmige historische Glockengeläut, das bei einem Brand im Jahr 1970 zerstört worden war. Im Jahr 1976 wurden die Glocken eingeweiht und in den Turm hinauf gezogen. Das Gesamtgewicht aller fünf Glocken beträgt rund 6510 kg.
| Nummer    | 1       | 2       | 3      | 4      | 5      |
| --------- | ------- | ------- | ------ | ------ | ------ |
| Schlagton | B°      | des′    | f′     | as′    | b′     |
| Gewicht   | 3000 kg | 1730 kg | 880 kg | 520 kg | 360 kg |